# 리히텐슈타인의 정당
리히텐슈타인의 정당 목록이다. 현재 리히텐슈타인의 경우 양당제로 운영하고 있으며, 1918년에 설립된 진보시민당과 1936년에 설립된 애국연합이 있다.

## 주요 정당
- 진보시민당 - 국민보수주의, 경제자유주의, 군주주의 정당
- 애국연합 - 기독교민주주의, 자유보수주의 정당
- 리히텐슈타인 민주당 - 보수자유주의, 국민보수주의, 경제적 자유주의 정당

- 자유 명단 - 녹색 정치, 사회민주주의 정당
- 독립 - 자유보수주의 정당